# Crematogaster peringueyi
Crematogaster peringueyi är en myrart som beskrevs av Carlo Emery 1895. Crematogaster peringueyi ingår i släktet Crematogaster och familjen myror.

## Underarter
Arten delas in i följande underarter:
- C. p. angustior
- C. p. cacochyma
- C. p. dentulata
- C. p. gedeon
- C. p. peringueyi